# موسى جواد الموسوي
موسى جواد الموسوي (ولد في 14 فبراير عام 1949)، أستاذ الهندسة المدنية ورئيس جامعة بغداد منذ عام 2003.ويعمل بمنصب المستشار الثقافي العراقي في لندن في المملكة المتحدة منذ كانون الثاني 2013.

## التعليم
حصل الموسوي على بكالوريوس الهندسة المدنية من كلية الهندسة بجامعة الموصل، ثم سافر إلى إنجلترا حيث حصل على الماجستير من جامعة برمنغهام، ثم الدكتوراه في ميكانيكا التربة وهندسة الأساسات عام 1979 من جامعة شيفيلد. حصل على درجة الأستاذية في قسم الهندسة المدنية بكلية الهندسة في جامعة بغداد عام 1996، ثم أصبح عميدًا لكلية الهندسة بجامعة بغداد عام 2003، ثم رئيسًا لجامعة بغداد في نفس العام. كما تولى منصب مدير مكتب الاستشارات الهندسية بكلية الهندسة بجامعة بغداد بين عامي 1993-2003.